# Cortinarius persicanus
Cortinarius persicanus är en svampart som beskrevs av Soop 2001. Cortinarius persicanus ingår i släktet Cortinarius och familjen spindlingar.   Inga underarter finns listade i Catalogue of Life.